# Poneropsis
Poneropsis é um gênero de insetos, pertencente a família Formicidae.

## Espécies
- Poneropsis affinis
- Poneropsis brunascens
- Poneropsis crassinervis
- Poneropsis croatica
- Poneropsis elongata
- Poneropsis elongatula
- Poneropsis escheri
- Poneropsis fuliginosa
- Poneropsis globosa
- Poneropsis hypolitha
- Poneropsis longaeva
- Poneropsis lugubris
- Poneropsis morio
- Poneropsis pallida
- Poneropsis rhenana
- Poneropsis stygia
- Poneropsis tenuis
- Poneropsis veneraria
- Poneropsis ventrosa